# 比模量
比模量是單位密度的彈性模量，是一種材料性質。又稱勁度－質量比或比勁度。比模量高的材料在航天工業中有廣泛應用，這個領域需要把質量降至最低。從因次分析可得，比模量的單位為距離的平方除以時間的平方。